# Andreas Otterling
Andreas Otterling, född 25 maj 1986, är en svensk friidrottare som för IFK Lidingö Friidrott tävlar i längdhopp och tresteg. Otterling är tillsammans med Malin Marmbrandt. 
2011 deltog Otterling vid inomhus-EM i Paris, men slogs ut i försöken, 7,63 m.
Vid EM i Helsingfors i juni 2012 ställde han åter upp i längdhopp men slogs ut i kvalet efter tre övertrampshopp. 2013 slogs han också ut i kvalet vid Inomhus-EM i Göteborg.
Under inomhus-EM 2015 i Prag tog Otterling brons i längdhopp med ett hopp på 8,06 meter.
Han belönades 2015 med Stora grabbars och tjejers märke nummer 540.

## Personliga rekord
| Utomhus - 100 meter – 11,00 (Gävle, Sverige 18 juli 2014) - 200 meter – 22,62 (Gävle, Sverige 18 juli 2014) - Längdhopp – 8,06 (Bad Langensalza, Tyskland 4 juli 2015) - Längdhopp – 8,13 (medvind 2,5 m/s) (Karlstad, Sverige 22 juli 2015) - Tresteg – 16,21 (Falun, Sverige 22 augusti 2010) - Tresteg – 16,53 (medvind 2,6 m/s) (Gävle, Sverige 14 augusti 2011) | Inomhus - 60 meter – 7,09 (Uppsala, Sverige 27 januari 2018) - Längdhopp – 8,12 (Stockholm, Sverige 17 februari 2016) - Tresteg – 16,22 (Stockholm, Sverige 10 februari 2010) |